# Mikołaj Potocki (ur. 1626)
Mikołaj Potocki herbu Pilawa (ur. 1626, zm. po 13 marca 1675 roku a przed 4 stycznia 1676 roku) – generał ziem podolskich w latach 1662–1675, starosta czerkaski w 1651 roku, komendant Kamieńca, rotmistrz królewski w 1654 roku, pułkownik królewski, starosta smotrycki w 1665 roku.
Syn Mikołaja, hetmana wielkiego koronnego i Zofii Firlej z Dąbrowicy, brat: wojewody bracławskiego Piotra, starosty niżyńskiego Stefana, pisarza polnego koronnego Jakuba i podskarbiego nadwornego koronnego Dominika.
W 1649 r. walczył w bitwie pod Zborowem; w następnym roku udał się do ordy tatarskiej jako zakładnik za ojca Mikołaja, wziętego do niewoli w bitwie pod Korsuniem. Do kraju powrócił w 1651 r. Od 1654 był rotmistrzem chorągwi kozackiej. Był uczestnikiem konfederacji tyszowieckiej w 1655 roku. Poseł sejmiku halickiego na sejm 1658 roku, poseł na sejm 1667 roku.
Po rozpoczęciu wojny z Turcją w 1672 r., pod koniec lipca, objął dowództwo Nowego i Starego Zamku Kamienieckiego, rozpoczął pospieszne roboty fortyfikacyjne w Kamieńcu i obronę miasta powierzył sześcioosobowej radzie wojennej pod kierownictwem Hieronima Lanckorońskiego. 20 sierpnia 1672 r. razem z Jerzym Wołodyjowskim podjął próbę wojennej wycieczki. 24 na 25 sierpnia z resztą załogi opuścił Nowy Zamek. 28 sierpnia 1672 r. poddał twierdzę Kamieniec. Pod koniec następnego roku uczestniczył w działaniach wojennych. Zmarł w 1676 r. w Strzelcach pod Dubnem.
Występuje w powieści „Pan Wołodyjowski” Henryka Sienkiewicza i w filmach Jerzego Hoffmana opartej na tej powieści. Rolę Mikołaja Potockiego gra Wiktor Grotowicz.